# 29 квітня
29 квітня — 119-й день року (120-й у високосні роки) в григоріанському календарі. До кінця року залишається 246 днів.

## Свята і пам'ятні дні

### Міжнародні
- Всесвітній День бажань.
- ООН: День пам'яті всіх жертв застосування хімічної зброї
- ООН: Міжнародний день танцю
- День солідарності європейської міжпоколінної
- День блискавки.

### Національні
- Україна: Всеукраїнський день футболу
- Данія: День народження принцеси Бенедикти
- Японія: День зелених насаджень. День Сева або Сева-но хі  (昭和の日)
- Киргизстан: День міста Бішкек.
- США: Національний день креветок з часниковим соусом.

### Релігійні

#### Християнство
Католицька церква: День Святої Катерини Сієнської, Покровительки Європи.

 Православна церква:
- Дев’ятьох мучеників Кизицьких: Феогнида, Руфа, Антипатра, Феостиха, Артеми, Магна, Феодота, Фавмасія і Филимона.
- Преподобного Мемнона, чудотворця.
- Мучеників Діодора і Родопіана, диякона.
- Святителя Василія, єпископа Захолмського.
- Мученика Іоана Валаха.

### Іменини
- ✙ Православні: Василь, Іван[1]
- ✝  Католицькі: Богуслав, Роберт

## Події
- 998 — за наказом імператора Священної Римської імперії стратили лідера повстання проти Папи Римського Григорія V патриція Кресчентіуса.
- 1429 — у ході Столітньої війни французькі війська, очолювані 17-річною Жанною д'Арк, перемогли англійців у битві за Орлеан
- 1624 — Людовик XIII призначив кардинала де Рішельє першим міністром Франції.
- 1648 — почалася битва під Жовтими Водами.
- 1661 — китайські війська захопили острів Тайвань.
- 1676 — поблизу берегів Сицилії в битві з французьким флотом загинув знаменитий нідерландський адмірал Міхіель де Рюйтер.
- 1707 — окремий шотландський парламент було ліквідовано. Його депутати влилися до складу англійського парламенту. Завершилося об'єднання Англійського та Шотландського королівств в єдину державу — Королівство Великої Британії.
- 1770 — британський капітан Джеймс Кук уперше висадився в Австралії.
- 1854 — зіткнувся з американським судном і затонув німецький вітрильник «Фаворит», 201 особа загинула.
- 1863 — у Російській імперії скасовані тілесні покарання і клеймування за рішенням суду.
- 1882 — у Берліні почала діяти перша в світі експериментальна лінія тролейбуса, побудована компанією Siemens & Halske, нині Siemens AG.
- 1897 — британський фізик Джозеф Джон Томсон повідомив про відкриття електрона.
- 1907 — перше засідання Українського наукового товариства у Києві на чолі з Михайлом Грушевським
- 1913 — Гідеон Сундбек запатентував застібку-блискавку із зубчиками.

- 1915 — розпочались бої УСС з російськими військами на горі Маківці в Карпатах.
- 1918 — на сесії Української Центральної Ради було схвалено Основний Закон Республіки; того ж дня Всеукраїнський з'їзд хліборобів обрав П. Скоропадського гетьманом України; того ж дня Чорноморський флот у Севастополі підняв українські прапори.
- 1919 — спроба державного перевороту в УНР під керівництвом отамана Володимира Оскілка.
- 1931 — у СРСР проведена перша дослідна телетрансляція.
- 1945 — американські війська звільнили в'язнів концтабору Дахау, стративши при цьому 122 охоронців табору.
- 1945 — Адольф Гітлер одружився зі своєю давньою партнеркою Євою Браун у берлінському бункері й призначив адмірала Карла Деніца своїм наступником.
- 1945 — італійська комуна Форново-ді-Таро звільнена від нацистських військ бразильськими військами.
- 1975 — останні американські війська покинули В'єтнам.
- 1975 — у Донецьку введена в дію найглибша в СРСР шахта імені Скочинського.
- 1982 — населення Китаю перевищило мільярд людей.
- 1990 — у Києві прийняте рішення про розпуск Української Гельсінської Спілки і створення на її базі Української республіканської партії.
- 1992 — Національна збірна України з футболу провела свій перший матч в Ужгороді проти збірної Угорщини, у якому поступилася з рахунком 1-3; єдиний у цьому матчі гол господарів забив Іван Гецко, ставши першим бомбардиром збірної України. Цей день відзначається як Всеукраїнський день футболу.
- 1995 — на референдумі 95 % виборців Казахстану проголосували за продовження повноважень президента Нурсултана Назарбаєва до 2001 року.
- 1997 — набрала чинності Конвенція про заборону хімічної зброї 1993 року, яка забороняє виробництво, накопичення та використання хімічної зброї її підписантами.
- 2011 — весілля принца Вільяма та Кейт Міддлтон.
- 2014 — проросійські сепаратисти захопили будівлю Луганської ОДА.

## Народились
Дивись також Категорія:Народились 29 квітня
- 1727 — Жан Жорж Новер, французький хореограф, реформатор балету. Дату його народження відзначають як Міжнародний день танцю — мистецтва, що зближує людей.
- 1785 — Карл Драйс, німецький винахідник. Серед його винаходів велосипед і друкарська машинка. Винахід Дреза назвали на його честь дрезиною.
- 1854 — Анрі Пуанкаре, французький математик, фізик, філософ.
- 1872 — Теофіл Ріхтер, український та радянський музикант, викладач, композитор. Батько Святослава Ріхтера.
- 1875 — Рафаель Сабатіні, англомовний письменник італійського і англійського походження.
- 1879 — Томас Бічем, британський оперний диригент і балетний імпресаріо.
- 1893 — Гарольд Клейтон Юрі, американський хімік. Лауреат Нобелівської премії з хімії (1934).
- 1897 — Георгій Шпагін, радянський конструктор зброї, розробник пістолета-кулемета ППШ.
- 1899 — Дюк Еллінгтон, афроамериканський джазовий музикант, композитор, піаніст, керівник всесвітньо відомого оркестру.
- 1917 — Майя Дерен, американська режисерка та акторка незалежного кіно, хореографка, етнографка, поетеса, теоретикиня авангарду; родом з Києва.
- 1926 — Пол Берен, американський інженер, науковець і винахідник, один з прабатьків сучасного Інтернету.
- 1958 — Мішель Пфайффер, американська кіноакторка.
- 1964 — Ірина Фаріон, українська мовознавиця, громадська та політична діячка.
- 1967 — Ден Аріелі, ізраїльсько-американський професор психології та поведінкової економіки.
- 1970 — Ума Турман, американська акторка.
- 1970 — Андре Агассі, американський тенісист.
- 1977 — Андрій Конопльов, старший сержант Збройних сил України, учасник російсько-української війни. Герой України.
- 1978 — Боб Браян, американський тенісист, спеціаліст із парної гри, грає в парі з братом-близнюком Майком Браяном.
- 1978 — Майк Браян, американський тенісист, спеціаліст із парної гри, грає в парі з братом-близнюком Бобом Браяном.
- 1985 — Денис Пояцика, український боксер-любитель, чемпіон Європи 2006 року, бронзовий призер 2010 р. та 2013 р.
- 1987 — Сара Еррані, італійська тенісистка.
- 1989 — Домагой Віда, хорватський футболіст.
- 1991 — Чон Хє Сон, південнокорейська акторка.
- 1991 — Дой Місакі, японська тенісистка.
- 1996 — Кетрін Ленгфорд, австралійська акторка.
- 2007 — Інфанта Софія де Тодос, іспанська принцеса.

## Померли
Дивись також Категорія:Померли 29 квітня
- 1380 — Свята Катерина Сієнська, релігійна діячка і письменниця епохи Пізнього Середньовіччя, черниця-домінканка, християнська свята, шанується в католицькій церкві. Вважається покровителькою Європи.
- 1683 — Джованні Баттіста П'яццетта, італійський художник доби пізнього бароко, представник Венеційської школи.
- 1768 — Георг Брандт, шведський хімік, відкрив хімічний елемент кобальт.
- 1768 — Філіппо Делла Валле, італійський скульптор.
- 1951 — Людвіг Вітгенштайн, австро-англійський філософ, один із засновників аналітичної філософії і один з найяскравіших мислителів XX століття.
- 1971 — Микола Барабашов, український астроном, директор Астрономічної обсерваторії Харківського університету, з 1933 — професор Харківського університету, ректор.
- 1980 — Альфред Гічкок, англійський кінорежисер, автор класичних фільмів-жахів — «Психо», «Птахи», «39 кроків».
- 2011 — Володимир Крайнєв, український піаніст.
- 2014 — Боб Госкінс, британський актор кіно і телебачення, володар премій BAFTA та «Золотий глобус».
- 2016 — Дмитро Гнатюк, український співак.
- 2020 — Ірфан Хан, індійський актор («Мільйонер із нетрів», «Життя Пі»).